# Zhaojia (socken i Kina, Sichuan)
Zhaojia (kinesiska: 兆嘉乡, 兆嘉) är en socken i Kina. Den ligger i provinsen Sichuan, i den sydvästra delen av landet, omkring 84 kilometer söder om provinshuvudstaden Chengdu. Antalet invånare är 7 487. Befolkningen består av 3 724 kvinnor och 3 763 män. Barn under 15 år utgör 16,0 %, vuxna 15-64 år 67 %, och äldre över 65 år 15,0 %.
Genomsnittlig årsnederbörd är 1 348 millimeter. Den regnigaste månaden är juli, med i genomsnitt 306 mm nederbörd, och den torraste är december, med 13 mm nederbörd.